# Fernsehturm Riga
Der Fernsehturm Riga (Rīgas radio un televīzijas tornis) ist mit einer Höhe von 368,5 Metern das höchste Bauwerk der lettischen Hauptstadt Riga.
In 97 Metern befindet sich die Aussichtsplattform, von der man fast die gesamte Stadt überblicken kann. Auf 137 Metern befindet sich eine weitere Aussichtsplattform, die allerdings nicht immer öffentlich zugänglich ist. Bei gutem Wetter sieht man auch den Rigaischen Meerbusen und die umliegenden Städte. Seit seiner Eröffnung bis 2006 gab es auf einer Höhe von 93 Metern auch ein Restaurant mit Namen Vēja Roze („Windrose“). Zurzeit ist es geschlossen.

## Umbau
Seit Mai 2019 ist der Turm für Besucher geschlossen. Unter anderem soll ein Foucaultsches Pendel installiert und die Bombenschutzkeller für Besucher zugänglich gemacht werden.
Anfang 2024 hat das Staatliche lettische Radio- und Fernsehzentrum (LVRTC) die Ausschreibung für den Umbau des Rigaer Radio- und Fernsehturms und des Technik- und Verwaltungsgebäudes eingeleitet. Die Unterzeichnung des Bauvertrags wird für Ende 2025 erwartet, der Beginn der Umbauarbeiten für Anfang 2026. Der Wiederaufbau des Rigaer Radio- und Fernsehturms und des technischen Gebäudes soll drei Jahre dauern und 2029 eröffnet werden.

## Lage und Beschaffenheit
Der Turm steht auf der Insel Zaķusala (Haseninsel) in der Düna, welche etwa 6 bis 7 Meter über dem Meeresspiegel liegt.
Bei der Planung wurden mögliche Hochwasser und Erdbeben berücksichtigt. Der Turm soll Beben der Stärke 8,5 standhalten (da es sich damals um Planungen unter politischer Führung handelte, ist dieser Wert sicher mit Vorsicht zu genießen. Allerdings dürfte der Turm wahrscheinlich nie stärkere Erdbeben erleben, da Lettland fernab seismisch aktiver Gebiete liegt). Der Turm soll Windstärken bis 44 m/s standhalten. Um die Schwingungsamplitude zu verringern sind in 198 Metern Höhe drei jeweils 10 Tonnen schwere Pendel angebracht, die den Schwingungen entgegenwirken. Die tageszeitlichen Temperaturschwankungen können eine Längenänderung von bis zu 2,4 Metern an der Turmspitze hervorrufen.
Die Errichtung des Turms war ein Meilenstein in der Versorgung mit Rundfunk- und Fernsehprogrammen. Heute deckt er eine Fläche ab, die weit über die Stadtgrenzen von Riga hinausreicht.
Das Fundament besteht aus Schalbeton-Pfeilern, die sich in 24 bis 27 Meter Tiefe auf eine Dolomit-Platte stützen.
Das Tragwerk besteht aus drei Stützen, wobei in zwei Stützen Express-Schrägaufzüge der Firma Otis untergebracht sind. Sie können Besucher in 42 Sekunden auf die genannte, 97 Meter hohe Aussichtsplattform befördern. In der dritten Stütze (der südöstlichen) befinden sich eine Treppe sowie verschiedene technische Versorgungseinrichtungen.
Im Mittelteil befindet sich der Großteil der technischen Einrichtungen sowie ein weiterer senkrechter Aufzug. Für den Rostschutz des Mittelteils wurden 62 Tonnen Farbe benötigt. Die Malerarbeiten wurden von Sankt-Petersburger Kletterern verrichtet.
Im Antennenteil befindet sich ein Kran der schwedischen Firma Alimak Hek, mit dem sich Lasten bis auf 308 Meter Höhe befördern lassen. Die restlichen 44 Meter lassen sich über eine Treppe innerhalb der Konstruktion erklimmen.
Zum 50-jährigen Jubiläum des lettischen Fernsehens am 6. November 2004 gab es ein Großfeuerwerk am Turm, und es fand ein Fotowettbewerb zum Turm statt.

## Entstehung
Über den Standort des Turms wurde vor seiner Errichtung viel diskutiert. Schließlich konnte man sich auf die Insel Zaķusala als Standort einigen, obwohl die Insel nicht besonders hoch liegt.
Die Konstruktion wurde im damals sowjetischen staatlichen Fernmelde-Institut entworfen. Den optischen Entwurf zeichnete der georgische Architekt Kim Nikuradse. Der endgültige Entwurf wurde von einem Rigaer Architekten-Team unter der Leitung von Gunārs Asara ausgeführt.
Die Bauarbeiten begannen 1979 und wurden von der Rigaer Werksbau-Gesellschaft durchgeführt. Dabei wurde Dolomit von der Insel Saaremaa, Granit aus Karelien sowie Stahlfachwerk aus Tscheljabinsk verbaut. Die stählerne Spitze wurde von einer Montagemannschaft aus Leningrad montiert. Die reine Stahlkonstruktion hat Vorteile in Bezug auf die Formgebung, ist jedoch auch teurer als eine Stahlbetonkonstruktion und muss auch regelmäßig mit Rostschutzmittel behandelt werden.
Der Fernsehturm wurde 1986 fertiggestellt.

## Programme

### UKW
| Freq. (MHz) | Direkt./ Pol. | Antennenhöhe über Grund (m) | ERP (kW) | Station                                  | RDS PS                                                        | PI-Code | Bemerkungen                                                                        |
| ----------- | ------------- | --------------------------- | -------- | ---------------------------------------- | ------------------------------------------------------------- | ------- | ---------------------------------------------------------------------------------- |
| 88,6        | D/V           | 170                         | 1        | Radio Roks                               | *ROKS*__ __88.6__                                             | 9260    | Rockmusik, russischsprachig, gehört zur Mix Media Group                            |
| 89,2        | ND/V          | 191                         | 2,63     | Radio SWH Rock                           | SWH_ROCK                                                      | 9208    | Rockmusik                                                                          |
| 090,0       | ND/H          | 191                         | 0,5      | Radio SWH Gold                           | SWH_GOLD                                                      | 9545    | Oldies                                                                             |
| 090,7       | ND/H          | 274                         | 35,48    | Latvijas Radio 1                         | __LR-1__                                                      | 9211    | öffentlich-rechtlich, Nachrichten & Information                                    |
| 091,5       | ND/H          | 274                         | 35,48    | Latvijas Radio 2                         | __LR-2__                                                      | 9222    | öffentlich-rechtlich, Schlager                                                     |
| 094,5       | ND/V          | 191                         | 0,5      | Ретро FM                                 | Retro FM                                                      | 909B    | russischsprachig                                                                   |
| 94,9        | D/V           | 170                         | 2        | Relax FM                                 | RELAX_FM [Artist_-_Title] RELAX_FM STAND___ WITH____ PEACE___ | 9282    |                                                                                    |
| 095,8       | ND/H          | 191                         | 0,7      | Latvijas Radio 6 NABA / LR Saeimas sēdes | LR6_NABA                                                      | 9266    | Campusradio der lettischen Universität / Plenarsitzungen des lettischen Parlaments |
| 98,3        | D/V           | 170                         | 2,63     | TOPradio                                 | TOPradio                                                      | 924A    |                                                                                    |
| 99,5        | ND/H          | 274                         | 4,27     | Lounge FM                                | _LOUNGE_                                                      | 9294    | Jazzmusik                                                                          |
| 100,0       | ND/V          | 191                         | 1,59     | Radio SWH LV                             | SWH_LV__                                                      | 9509    | Lettische musik                                                                    |
| 101,8       | ND/H          | 274                         | 5,6      | Latvijas Kristīgais Radio                | __LKR___ 67213704                                             | 9786    | christliches Programm                                                              |
| 102,3       | ND/H          | 191                         | 0,23     | Radio Skonto Plus                        | *SKONTO+                                                      | 906D    | russischsprachig                                                                   |
| 102,7       | ND/H          | 274                         | 17,78    | Radio Mix FM                             | *MIX FM*                                                      | 9262    |                                                                                    |
| 103,2       | ND/H          | 191                         | 0,25     | Avtoradio Latvija                        | *ABTO*__                                                      | 9261    |                                                                                    |
| 103,7       | ND/H          | 274                         | 9,55     | Latvijas Radio 3 Klasika                 | __LR-3__                                                      | 9233    | öffentlich-rechtlich; Klassik & Kultur                                             |
| 104,3       | ND/H          | 274                         | 4,79     | European Hit Radio                       | __EHR___ [Artist - Title] __NO:___ [yyyy.Mmm]                 | 9488    | bis 2003 „Super FM“, europäische Chart-Platzierungen                               |
| 105,2       | ND/H          | 274                         | 13,18    | Radio SWH                                | __SWH___                                                      | 9258    | bekanntester Privatsender in Lettland                                              |
| 105,7       | ND/H          | 274                         | 4,07     | Радио SWH+                               | SWH+____                                                      | 9202    | russischsprachig                                                                   |
| 106,2       | ND/H          | 274                         | 3,16     | Radio Star FM                            | STAR_FM_                                                      | 2201    |                                                                                    |
| 106,8       | ND/H          | 191                         | 0,5      | Radio TEV                                | RadioTEV                                                      | 9295    |                                                                                    |
| 107,2       | ND/H          | 274                         | 3,98     | Radio Skonto                             | _SKONTO_                                                      | 9292    | Ü40-Format                                                                         |
| 107,7       | ND/H          | 274                         | 6,61     | Latvijas Radio 4 Домская Площадь         | __LR-4__                                                      | 9244    | öffentlich-rechtlich; russischsprachig                                             |

### DVB-T
In Lettland wird ausschließlich H.264/MPEG-4 AVC als Videocodec verwendet.
Am 6. Januar 2022 erfolgte gegen 6 Uhr morgens die Räumung des 700-MHz-Bandes für die Digitale Dividende II.
Zeitgleich startete ein SD/HD (1080i) Simulcast für die Programme LTV1 und LTV7.
| Kanal | Frequenz (MHz) | Multiplex  | Programme im Multiplex | ERP (kW) | Diagramm rund (ND)/ gerichtet (D) | Polarisation horizontal (H)/ vertikal (V) | Modulations- verfahren | FEC | Guard- intervall | Netto Bitrate (MBit/s) | SFN      |
| ----- | -------------- | ---------- | --- | -------- | --------------------------------- | ----------------------------------------- | ---------------------- | --- | ---------------- | ---------------------- | -------- |
| 28    | 530            | LVRTC      | - LTV1 - LTV1 HD - LTV7 - LTV7 HD - Re TV (SD) - Rīga TV24 (SD) - TV4 (SD) | 200      | D                                 | H                                         | 16-QAM (8-k-Modus)     | 3/4 | 1/4              | 14,929                 | kein SFN |
| 31    | 554            | Lattelecom | - TV3 🔒 - РТР-Планета 🔒 - 3+ 🔒 - TV6 🔒 - ПБК 🔒 - РЕН Балтия 🔒 - TV1000 🔒 - S.TV 🔒 - Eurosport 1 🔒 - National Geographic 🔒                                                                    | 200      | D                                 | H                                         | 64-QAM (8-k-Modus)     | 3/4 | 1/4              | 22,394                 | kein SFN |
| 43    | 650            | Lattelecom | - Nickelodeon 🔒 - Дом кино Premium 🔒 - Kanāls 2 🔒 - MTV Music 24 🔒 - Охотник и рыболов 🔒 - 360TV 🔒 - НТВ Мир 🔒 - МУЗ-ТВ 🔒 - VIP Comedy 🔒 - Latvijas Šlāgerkanāls 🔒                           | 200      | D                                 | ?                                         | 64-QAM (8-k-Modus)     | 3/4 | 1/4              | 22,394                 | kein SFN |
| 45    | 666            | Lattelecom | - TLC 🔒 - Discovery Channel 🔒 - Discovery Science 🔒 - Animal Planet 🔒 - Investigation Discovery 🔒 - Travel Channel 🔒 - DTX 🔒 - BBC Earth 🔒 - Nick Jr 🔒 - MTV Europe 🔒 - CNN International 🔒 | 130      | D                                 | H                                         | 64-QAM (8-k-Modus)     | 3/4 | 1/4              | 22,394                 | kein SFN |
| 48    | 690            | Lattelecom | - Fox 🔒 - Fox Life 🔒 - FilmZone 🔒 - СТС Балтия 🔒 - Sony Channel 🔒 - Sony Turbo 🔒 - TV1000 Русское Кино 🔒 - VH1 Europe 🔒 - Дом кино 🔒 - ТНТ 🔒 - Hustler TV 🔒                                 | 200      | D                                 | H                                         | 64-QAM (8-k-Modus)     | 3/4 | 1/4              | 22,394                 | kein SFN |
| 44    | 658            | Lattelecom | - Setanta Sports 🔒 - NBA TV 🔒 - KHL 🔒 - Motorsport.tv 🔒 - KidZone 🔒 - Best4Sport 🔒 - Eurosport 2 🔒 - JimJam 🔒 - Disney Channel 🔒 - Disney XD 🔒 - Disney Junior 🔒                            | 50       | D                                 | ?                                         | 64-QAM (8-k-Modus)     | 3/4 | 1/4              | 22,394                 | kein SFN |
| 59    | 778            | Lattelecom | - Discovery HD Showcase 🔒 - Eurosport 1 HD 🔒 - MTV Live HD 🔒 | 200      | D                                 | H                                         | 64-QAM (8-k-Modus)     | 3/4 | 1/16             | 26,346                 | kein SFN |

🔒 = Verschlüsselt mit Conax

### Analog-TV (abgeschaltet)
Seit der Analogabschaltung am 1. April 2010 war TV3 der einzige verbliebene analoge Kanal, der vom Turm ausgestrahlt wurde. TV3 behauptete u. a., Lattelecom verlange überhöhte Preise für die DVB-T-Ausstrahlung und wollte sich daher nicht auf einen Abschalttermin festlegen.
Am 31. Mai 2010, also einen Tag vor der landesweiten Abschaltung unterzeichnete TV3 einen Vertrag über die Verbreitung per DVB-T bis Ende 2013. Gleichzeitig kündigte das LVRTC an, den analogen Sender in der Nacht zum 1. Juni abzuschalten.
Das verwendete Farbübertragungssystem war und ist PAL D/K (6,5 MHz Bild-/Tonträgerabstand).
| Kanal | Antennenhöhe über Grund (m) | ERP (dBW) | Programm                                                        | Abschaltung      |
| ----- | --------------------------- | --------- | --------------------------------------------------------------- | ---------------- |
| 03    | 305                         | 50,1      | LTV1 (öffentlich-rechtlich; Nachrichten, Reportagen und Kultur) | 1. April 2010    |
| 07    | 326                         | 32,6      | TV Riga (TV5) (interaktive TV-Shows und Infotainment)           | 1. Dezember 2009 |
| 10    | 326                         | 50,8      | LTV7 (öffentlich-rechtlich; Sport, Serien und Spielfilme)       | 1. März 2010     |
| 28    | 343                         | 55,7      | LNT (erster privater TV-Sender; Shows & Spielfilme)             | 1. April 2010    |
| 31    | 343                         | 55,2      | TV3 (Shows & Spielfilme)                                        | 1. Juni 2010     |

Seit 1998 ist das Programm TV3 verschlüsselt auch über Sirius 3 zu empfangen.
Am 29. März 2006 sind die Programme TV5 (unverschlüsselt) sowie LTV1 und LNT (ebenfalls verschlüsselt) hinzugekommen.
Seit dem 28. August 2007 wird das Angebot durch LTV7 (verschlüsselt) abgerundet.

### DAB
Die Einführung von DAB ist derzeit aufgrund der hohen Kosten für DAB-Radios und einer zufriedenstellenden UKW-Versorgung nicht geplant. Langfristig besteht jedoch wie bei DVB-T aufgrund des begrenzten Frequenzspektrums Handlungsbedarf.
Anders als in einigen anderen europäischen Ländern sind alternative Übertragungsverfahren wie DVB-T-Radio nicht im Gespräch, zumal im DVB-T-Multiplex auf Kanal 38 vier Radiosender verbreitet werden. Im Nachbarland Litauen laufen bereits DAB-Testsendungen.

### DMB und DVB-H
Im Jahr 2006 wurde in Zusammenarbeit mit der Landesanstalt für Kommunikation Baden-Württemberg (LfK) die Einführung von DMB bzw. DVB-H als Übertragungsverfahren für Mobile-TV erörtert. Als Beispiel hierzu diente das DMB-Projekt des Unternehmens „Mobiles Fernsehen Deutschland“ in Baden-Württemberg.
Zurzeit scheint jedoch die ausschließliche Einführung von DVB-H zusammen mit DVB-T am wahrscheinlichsten.

### RRC06
Im Rahmen der Regional Radiocommunication Conference 2006 erhielt Lettland
- drei bis vier DAB/DMB-Bedeckungen im Band III (7 MHz Kanalbreite)
- eine DVB-T-Bedeckung im Band III (7 MHz Kanalbreite)
- sieben (Liepāja: acht) DVB-T-Bedeckungen im Band IV/V (8 MHz Kanalbreite)
- acht Frequenzzuweisungen für Lokalsender

| Region     | VHF | VHF | VHF | VHF | VHF   | UHF   | UHF   | UHF   | UHF   | UHF   | UHF   | UHF   | UHF   | UHF   | UHF   | Senderstandorte                                       |
| Region     | DAB | DAB | DAB | DAB | DVB-T | DVB-T | DVB-T | DVB-T | DVB-T | DVB-T | DVB-T | DVB-T | DVB-T | Lokal | Lokal | Senderstandorte                                       |
| ---------- | --- | --- | --- | --- | ----- | ----- | ----- | ----- | ----- | ----- | ----- | ----- | ----- | ----- | ----- | ----------------------------------------------------- |
| Liepāja    | 5A  | 5B  | 5C  | 5D  | 8     | 21    | 23    | 26    | 33    | 39    | 61    | 62    | 69    | -     | -     | Liepāja, Embūte (Priekule), Ēvarži (Saldus), Lielauce |
| Kuldīga    | 5A  | 5B  | 5C  | 5D  | 8     | 25    | 27    | 30    | 35    | 40    | 47    | 52    | -     | 32    | 49    | Dundaga, Ventspils, Kuldīga                           |
| Rīga       | 12A | 12B | 12C | 12D | 9     | 28    | 31    | 43    | 45    | 48    | 59    | 66    | -     | 39    | 44    | Riga                                                  |
| Valmiera   | 12A | 12B | 12C | 12D | 9     | 21    | 33    | 50    | 51    | 54    | 65    | 68    | -     | 37    | -     | Kapteiņi (Salacgrīva), Valmiera                       |
| Cesvaine   | 6B  | 6D  | 10A | -   | 7     | 22    | 24    | 29    | 30    | 41    | 58    | 69    | -     | -     | -     | Māļi, Cesvaine, Alūksne                               |
| Viesīte    | 5A  | 5D  | 11D | -   | 8     | 23    | 26    | 38    | 46    | 53    | 60    | 67    | -     | 55    | -     | Viesīte                                               |
| Daugavpils | 5C  | 6A  | 6C  | -   | 9     | 27    | 39    | 40    | 47    | 51    | 56    | 64    | -     | 24    | -     | Daugavpils                                            |
| Rēzekne    | 5C  | 6A  | 6C  | -   | 9     | 27    | 39    | 40    | 44    | 50    | 57    | 62    | -     | 37    | -     | Rēzekne, Dagda                                        |

Fettgedruckt: Für DVB-T in Betrieb.

### Signalzuführung
Der Turm dient auch der zentralen Signalzuführung zu praktisch allen lettischen Radio- und Fernsehsendern per Richtfunk.

### Datendienste
Auf dem Turm befindet sich ein SDH- und PDH-Knotenpunkt sowie MMDS- und WiMAX-Access Points zahlreicher Telekom-Anbieter.
Lettland ist zudem eines der wenigen europäischen Länder, in dem neben GSM/EDGE und UMTS/HSDPA auch der US-Standard CDMA2000 EV-DO Rev A auf 450 MHz (CDMA450) zur Internetanbindung entlegener Landesteile eingesetzt wird.

### Sonstiges
Der Turm beherbergt zusätzlich Fernmeldeeinrichtungen des Militärs, des Verteidigungsministeriums, des Grenzschutzes, der Stadtverwaltung, der Flugnavigation, des Stromversorgers Latvenergo sowie mehrerer Telekom-Unternehmen.
|  |  |

## Geschichte der Einführung von DVB-T

### Erste LVRTC-Tests
Seit dem 29. Mai 2002 fanden durch die Betreibergesellschaft LVRTC vom Turm auch DVB-T-Testsendungen statt. Sie werden werktags von 10 bis 21 Uhr ausgestrahlt und sollten bis zur endgültigen Einführung fortgesetzt werden.
| Kanal | Antennenhöhe über Grund (m) | ERP (dBW) | Modulation | Schutz- intervall | Fehler- korrektur | Programme                                         |
| ----- | --------------------------- | --------- | ---------- | ----------------- | ----------------- | ------------------------------------------------- |
| 38    | 343                         | 32        | 64QAM (8K) | 1/8               | 3/4               | LTV1, LTV7, LR2 (Radio), LR1 (Radio), SWH (Radio) |

### DLRTC und die „digitale Affäre“
DVB-T hat seit 2003 in der lettischen Öffentlichkeit aufgrund eines weitreichenden Finanzskandals mit der (Schein-)Firma „Kempmayer Media Limited“ (in der Presse als „digitālā afēra“, „digitale Affäre“ bezeichnet) einen sehr negativen Beigeschmack bekommen. Zusätzliche Diskussionen gab es um die Subventionierung entsprechender Set-Top-Boxen für weniger wohlhabende Haushalte.
Dies sind einige Gründe, warum die Einführung von DVB-T in Lettland bislang nur sehr schleppend vorankam. Ursprüngliche Planungen des eigens dafür gegründeten „Digitalen lettischen Radio- und Fernsehzentrums“ (Digitālais Latvijas radio un televīzijas centrs, DLRTC) gingen von einem Regelbetrieb ab Ende 2003 bzw. Anfang 2004 aus. Für 2006 sollte ein Versorgungsgrad von 97 % der Bevölkerung erreicht sein und der analoge switch-off erfolgen. Nach diesem Zeitplan hätte Lettland eine Führungsposition bei der DVB-T-Einführung im Baltikum eingenommen.
Kurios: Bereits seit Anfang 2004 verwendet Baltkom DVB-T als Ersatz für DVB-C im Kabelnetz, um später nicht zwei verschiedene Systeme betreiben zu müssen.

### Übernahme durch „Baltkom“
Im August 2007 gründete der Broadcast-Ausstatter Hannu Pro die Tochterfirma Hannu Digital. Diese kaufte daraufhin hundert Prozent der Firmenanteile an Kempmayer Media Limited und konnte damit die sechs bis dahin vom Zoll beschlagnahmten DVB-T-Sender des Herstellers Thomson samt Zubehör übernehmen.
Am 20. September 2007 begann mit einer kleinen Feierstunde der Betrieb mit 25 möglichen Fernsehprogrammen vom Fernsehturm, wobei anfangs viele Sendeplätze nur mit Testbildern belegt waren. Sendernetzbetreiber ist der Telekomanbieter und Kabelnetzbetreiber Baltkom.
Für den Sendebetrieb in Riga hat die Regulierungsbehörde ESD (Elektronisko sakaru direkcija) die Kanäle 43, 44, 45, 48, 59 und 66 vorgesehen (siehe RRC06). Auf dem Kanal 45 starteten anfangs auch DVB-H-Tests. Für Potentielle Käufer von Set-Top-Boxen wurde eine Infoseite eingerichtet.
Die kursiv aufgeführten Pay-TV-Kanäle waren Conax codiert.
| Kanal | Multiplex | Programme | PEP (kW) | Reichweite |
| ----- | --------- | --- | -------- | ---------- |
| 59    | 1         | LTV-1 // LTV-7 // LNT // TV5 Riga // Euronews // Premiere 1                                                                     | 0,5      | ca. 45 km  |
| 45    | 2         | ProSieben // Hallmark Channel // Fox Crime // Mezzo TV // Fox Live // Premiere 2                                                | 5        | ca. 90 km  |
| 48    | 3         | Latvijas Ziņu Kanāls (LZK) // TV-24 // Latvijas Mūzikas Kanāls (LMK) // Первый Балтийский Канал (ПБК) // CINEMA 1 // Premiere 3 | 5        | ca. 90 km  |
| 66    | 4         | Eurosport // RTVi // TV 21 // Первый Балтийский Музыкальный Канал (ПБМК) // Рен ТВ Baltic // Spice Platinium                    | 3        | ca. 70 km  |
| 43    | 5         | Кухня ТВ // NASN // Jetix // National Geographic Channel // Premiere 4 // Cinema 2                                              | 5        | ca. 90 km  |

Im Februar 2008 wurde der Eintrag des DLRTC im Gewerberegister gelöscht.
Laut darauffolgenden Planungen des Rundfunkrats NRTP (Nacionālā radio un televīzijas padome), sollte DVB-T doch noch erfolgversprechend eingeführt werden, dazu wurden neue Termine bekannt gegeben: Bis zum 1. Januar 2010 sollte DVB-T landesweit verfügbar sein, am 1. Januar 2011 sollte die analoge, terrestrische Ausstrahlung endgültig eingestellt werden.
Gleichzeitig bewarb der schwedische Pay-TV-Anbieter Viasat recht intensiv sein satellitenbasiertes Programmpaket unter dem Begriff „digitales Fernsehen“.

### Neustart durch „Lattelecom“
Am 15. Dezember 2008 gewann die halbstaatliche Lattelecom die erneute Ausschreibung des Verkehrsministeriums für den landesweiten Endausbau. Demzufolge war nun eine Flächenversorgung (Dachantenne) von 99 % bis zum 1. Oktober 2009 und ein Simulcastbetrieb bis zum 1. Dezember 2011 geplant. Der letzte Termin wurde inzwischen vorverlegt, siehe unten.
Kritiker bezweifeln, ob die Ausschreibung rechtmäßig abgelaufen sei. Schließlich gewann mit der Lattelecom ein halbstaatlicher Konzern. Dieser beauftragte die LVRTC, welche ebenfalls dem Verkehrsministerium untersteht, mit der Umrüstung des Sendernetzes. Der dabei geschlossene Vertrag ist unter Verschluss. Die Lattelecom beteiligt sich bei dem Projekt mit 1 Mio. Lat (1,4 Mio. €), während die LVRTC 15 Mio. Lat (21,3 Mio. €) beisteuert.
Manche Beobachter bezweifelten zudem, ob Lattelecom die nötige Erfahrung für den Betrieb terrestrischer Sendernetze mitbringt. Andererseits verfügt sie bereits über die entsprechende Infrastruktur für die Signalzuführung.
An der Ausschreibung nahmen die Kabelnetzbetreiber DauTKom TV mit Sitz in Daugavpils und Televideotīkls, der bisherige Analog-Betreiber LVRTC, die bereits aktive Baltkom TV, Lattelecom sowie die französische TDF teil, die bereits in Estland ein DVB-T-Netz betreibt und zu der bis zum 1. April 2015 auch die deutsche Media Broadcast GmbH gehörte.
Seit Sommer 2009 befindet sich das von der Lattelecom und LVRTC angebotene terrestrische Digitalfernsehen (Free- und Pay-TV) in Riga im vorläufigen Regelbetrieb. Dabei wird auf den Kanälen 43, 45, 48 (je 5 kW PEP) und 66 (3 kW PEP) ausschließlich MPEG4 AVC als Videocodec verwendet, was die Auswahl an möglichen Set-Top-Boxen und Fernsehern mit integriertem DVB-T-Empfänger drastisch einschränkt. Die Baltkom-Kanäle wurden schrittweise an die Lattelecom übergeben.
Im gesamten Dezember 2009 gab es sehr widersprüchliche Meldungen über den analog-Ausstieg der Privatsender LNT und TV3. Durch die Wirtschaftskrise waren die Werbeeinnahmen weggebrochen und die beiden Sendeanstalten konnten sich über Wochen hinweg nicht entscheiden, ob sie möglichst lange analog weitersenden werden, oder im Falle einer schnellen Digitalisierung ins terrestrische Pay-TV wechseln werden. Laut LVRTC waren beide Sender in massivem Zahlungsrückstand, was die Sendekosten angeht.
Im Februar 2010 begann der Regelbetrieb. Neben einem frei empfangbaren Grundangebot gibt es zwei (Conax-codierte) Pay-TV-Pakete, die im Prepaid-Verfahren bezahlt werden:
| Bezmaksas paka (Free-TV)    | Ekonomiskā paka (Economy-Paket)                                                                                                   | Ekonomiskā paka (Economy-Paket) | Piedzīvojumu un zinātnes paka (Erlebnis- und Wissenschaftspaket) | Filmu un izklaides paka (Film- und Unterhaltungspaket)                                                                                          | Pieaugušo paka (Erwachsenenpaket) | Sporta paka (Sportpaket) | HD paka (HD-Paket)      |
| Multiplex 1                 | Multiplex 2 | Multiplex 3 | Multiplex 4 | Multiplex 5 | Multiplex 5                       | Multiplex 6 | HD-Multiplex            |
| --------------------------- | --- | --- | --- | --- | --------------------------------- | --- | ----------------------- |
| - LTV-1 - LTV-7 - LNT - TV3 | - TV5 Rīga - TV3+ - TV6 - Первый Балтийский Канал - РЕН-ТВ Балтия - Diva Universal Asia - Eurosport - National Geographic Channel | - Cartoon Network / TCM - oe - Latvijas Mūzikas Kanāls (LMK) - Euronews - РТР Планета Балтия - Охота и Рыбалка - НТВ Мир - Первый Балтийский Музыкальный Канал (ПБМК) - TV XXI - Šlāgermūzikas kanāls | - Discovery Travel & Living - Discovery Channel - Discovery Science - Animal Planet - ID Investigation Discovery - Travel Channel - Discovery World - BBC Entertainment - Nickelodeon - MTV Europe | - Fox Crime - Fox Life - Universal Channel - Syfy Universal - Silver Baltic - Sony Entertainment Television - DomKino - VH-1 Europe - iConcerts | - Hustler TV                      | - ESPN America - KHL - Motors TV - NBA TV - Sportacentrs.com - Eurosport 2 - JimJam Asia - Disney Channel - Disney XD - Playhouse Disney / Boomerang | - Discovery HD Showcase |

Seit dem 1. Februar 2010 sind zumindest die Free-TV-Programme auch in ganz Lettland zu empfangen, die Pay-TV-Pakete sollen dann im ersten Halbjahr 2010 landesweit folgen. Bis zum Schluss war unklar, unter welchen Konditionen TV3 ins DVB-T-Paket einsteigt.
Gleichzeitig gibt es diesmal endgültige Termine für die Analogabschaltung:
- 1. März 2010: LTV7 in ganz Lettland
- 1. April 2010: LTV1 und LNT in Riga und Umgebung (Fernsehturm)
- 1. Juni 2010: LTV1 und LNT in ganz Lettland

## Andere Senderstandorte

### UKW
Die folgenden Programme werden nicht vom Fernsehturm ausgestrahlt, sind aber dennoch in Riga und Umgebung zu empfangen und sollen daher nicht unerwähnt bleiben.
Der Standort Āgenskalns (Geo) ist der alte, ehemalige Fernsehturm im gleichnamigen Rigaer Stadtteil.
| Freq. (MHz) | Direkt./ Pol. | Antennenhöhe über Grund (m) | Standort     | ERP (kW) | Station                               | PI-Code | Bemerkungen                                               |
| ----------- | ------------- | --------------------------- | ------------ | -------- | ------------------------------------- | ------- | --------------------------------------------------------- |
| 093,1       | V             | 190                         | Ulbroka      | 8,9      | Latvijas Radio 5                      | 9255    | öffentlich-rechtlich, Jugendprogramm                      |
| 093,9       | H             | 115                         | R-Āgenskalns | 2,8      | Радио Балтком / Радио Эхо Москвы      | 9263    | russischsprachig, Information, gehört zur Mix Media Group |
| 096,2       | V             | 115                         | R-Āgenskalns | 2,1      | EHR Русские Хиты / Русское Радио      | 9489    | russischsprachig, Ableger von European Hit Radio          |
| 096,8       | V             | 115                         | R-Āgenskalns | 1        | EHR SuperHits                         | 9487    | Ableger von European Hit Radio                            |
| 097,3       | V             | 155                         | Ulbroka      | 2,63     | Radio Marija Latvija / Vatikāna Radio | F1CD    | christliches Programm                                     |
| 099,0       | V             | 060                         | Jūrmala      | 1        | Radio 9                               | 2D99    |                                                           |
| 100,5       | H             | 102                         | LTV-Hochhaus | 1,3      | BBC World Service                     | 91BC    |                                                           |
| 101,0       | V             | 172                         | Ulbroka      | 2,29     | EHR Latviešu Hiti                     | 9476    |                                                           |

### DVB-T
| Sender                | SD-Mux 1 | SD-Mux 2 | SD-Mux 3 | SD-Mux 4 | SD-Mux 5 | SD-Mux 6 | HD-Mux |
| Sender                | Kanal    | Kanal    | Kanal    | Kanal    | Kanal    | Kanal    | Kanal  |
| --------------------- | -------- | -------- | -------- | -------- | -------- | -------- | ------ |
| Liepāja               | 21       | 61       | 62       | 69       | 33       | 35       |        |
| Embūte (Priekule)     | 21       |          |          |          |          |          |        |
| Ēvarži (Saldus)       | 21       |          |          |          |          |          |        |
| Lielauce              | 21       |          |          |          |          |          |        |
| Kuldīga               | 30       | 40       | 47       | 52       | 25       | 35       |        |
| Ventspils             | 30       | 40       | 47       | 52       | 25       | 35       |        |
| Dundaga               | 30       |          |          |          |          |          |        |
| Riga                  | 28       | 31       | 43       | 45       | 48       | 66       | 59     |
| Valmiera              | 21       | 51       | 54       | 50       | 33       | 65       |        |
| Kapteiņi (Salacgrīva) | 21       |          |          |          |          |          |        |
| Cesvaine              | 41       | 58       | 22       | 69       | 30       | 24       |        |
| Alūksne               | 41       | 58       | 22       | 69       | 30       | 24       |        |
| Māļi                  | 41       |          |          |          |          |          |        |
| Viesīte               | 38       | 46       | 60       | 67       | 26       | 29       |        |
| Daugavpils            | 47       | 51       | 64       | 27       | 39       | 40       |        |
| Rēzekne               | 44       | 50       | 62       | 27       | 39       | 37       |        |
| Dagda                 | 44       |          |          |          |          |          |        |

### KW und MW
Am Senderstandort Ulbroka (Geo) befanden sich noch zwei AM-Sender:
| Freq. (kHz) | Direkt./ Pol. | Masthöhe (m) | ERP (dBW) | Bemerkung |
| ----------- | ------------- | ------------ | --------- | --------- |
| 0945        | ND/V          | 125          | 002,7     | inaktiv   |
| 9290        | D/H           | unbekannt    | 100       | inaktiv   |

Der Mittelwellensender (LVRTC-Sender Riga), der auf 945 kHz sendete, verfügte über einen der wenigen noch vorhandenen Blaw-Knox-Sendetürme in Europa.
Der letztere diente zu Zeiten der Sowjetunion teilweise militärischen Zwecken.
Heutzutage wurde er von verschiedenen freien europäischen Radiosendern (z. B. von Radio Joystick bis einschließlich Dezember 2008 an jedem ersten Samstag des Monats um 9 Uhr UTC, außerdem von Radio Caroline Eifel oder Radio City) für einige Stunden am Wochenende angemietet und war meist in großen Teilen Mitteleuropas, manchmal auch mit gutem Signal weltweit, zu empfangen.
Die Sendestunde kostete seit Dezember 2006 78 € (davor waren es einmal 45 €, dann 65 €).
Seit Anfang 2007 gab es über den genannten Sender unter dem Titel „Latvia Today“ eine einstündige, von Radio SWH produzierte Magazinsendung.
Laut Informationen aus „Sender und Frequenzen 2009“ plante der Betreiber LVRTC den Kurzwellensender Ende 2008 abzuschalten, die Sendeanlagen abzubauen und das Gelände zu verkaufen. Der Mittelwellensender war bereits seit Juni 2008 inaktiv. Dieser Schritt wurde am 31. Dezember 2008 vollzogen.
Nach dem Ende des Sendebetriebs wurden die Sendemasten einschließlich des Blaw-Knox Sendeturms am 16. Mai 2010 gesprengt.

### Amateurfunkdienst
Das Rigaer 2-m-Amateurfunk-Relais YL2RMK (Ausgabe: 145,650 MHz) befindet sich ebenfalls nicht wie zu vermuten wäre auf dem Turm, sondern im Gerüst der ehemaligen Leuchtreklame des alten VEF-Gebäudes (Geo).

### Neuer Richtfunkturm
Seit November 2009 baut die LVRTC in der Rigaer Innenstadt für 116.000 Lat (165.000 Euro) einen neuen 70 Meter hohen Richtfunkturm, der die bislang über die Innenstadt verteilten kleineren Richtfunkknoten entlasten soll. Zudem erhofft man sich das Stadtbild von den unzähligen auf Hausdächern verteilten Richtfunkstellen zu bereinigen. Der Turm wurde im November 2011 fertiggestellt und an die LVRTC übergeben.
Die Planungen gehen auf das Jahr 2002 zurück, als der Architekt Ingurds Lazdiņš zum Entwurf eines neuen Richtfunkturms nahe der Rigaer Innenstadt beauftragt wurde. Bereits im Jahr 2003 gab es einen weiteren, bereits offiziell akzeptierten Entwurf, der jedoch aufgrund der hohen Baukosten abgelehnt wurde.
Aufgrund der Nähe zum Stadtzentrum gab es seitens der Stadt besondere Anforderungen an die Architektur. Der Turm sollte weder stark verstrebt noch abgespannt sein.
Das Bauvorhaben hat zu Protesten mit Unterschriftenlisten der Anwohner geführt, zumal sich zu Zeiten der Sowjetunion am gleichen Standort ein Störsender (im Volksmund „Säge“ genannt) gegen das Rundfunkprogramm der Voice of America befand.